# 三重県道765号長尾板屋線
三重県道765号長尾板屋線（みえけんどう765ごう ながおいたやせん）は、三重県熊野市内を通る一般県道である。

## 概要

### 路線データ
- 起点：三重県熊野市紀和町長尾字大セ戸1335番1地先[1][2]（三重県道40号熊野矢ノ川線交点、「熊野市役所西山出張所」前）
- 終点：三重県熊野市紀和町板屋字田岡平73番地先[1][2]（国道311号・和歌山県道・三重県道780号熊野川紀和線交点）

## 沿革
- 1994年（平成6年）4月1日
  - 認定[3]
    - 起点：三重県南牟婁郡紀和町長尾
    - 終点：三重県南牟婁郡紀和町板屋

  - 道路区域の決定、道路の供用開始[4]

三重県南牟婁郡紀和町長尾字大セト1335番1地先 から
三重県南牟婁郡紀和町板屋字田周平73番地先 まで（延長 7,851.90m）
- 2007年（平成19年）4月1日 - 県道の路線認定の一部改正[5]（自治体合併に伴う変更）
  - 起点：三重県熊野市紀和町長尾
  - 終点：三重県熊野市紀和町板屋

## 地理

### 通過する自治体
- 三重県熊野市

### 接続する道路
- （起点：熊野市紀和町長尾、「熊野市役所西山出張所」前）
- 三重県道40号熊野矢ノ川線（熊野市紀和町長尾（起点） - 熊野市紀和町赤木で重複）
- 和歌山県道・三重県道780号熊野川紀和線（熊野市紀和町大栗須 - 板屋交差点（終点）で重複）
- 国道311号（終点：板屋交差点）

### 周辺
- 熊野市役所
  - 紀和庁舎
  - 西山出張所
- 熊野市立西山診療所
- 熊野市立入鹿中学校
- 熊野市立入鹿小学校
- 西山郵便局
- 熊野市紀和鉱山資料館
- 吉野熊野国立公園
- 瀞八丁（瀞峡）
- 熊野川水系北山川